# Oleg Korneev
Oleg Korneev (russisch Олег Анатольевич Корнеев, Oleg Anatoljewitsch Kornejew; * 25. Juli 1969) ist ein russisch-spanischer Schachspieler, der seit 2012 für den spanischen Verband antritt. Er trägt den Titel eines Großmeisters.

## Karriere
Korneev erhielt 1991 den Titel eines Internationalen Meisters, seit 1995 ist er Großmeister. Er nahm für Spanien an Brett 4 an der Schacholympiade 2012 in Istanbul sowie an der Mannschaftseuropameisterschaft 2013 in Warschau teil.
Korneev spielt in Deutschland für den Zweitligisten SG Porz, mit dem er in der Saison 2006/07 in der Schachbundesliga antrat. Vereinsschach spielt beziehungsweise spielte Korneev ferner in Ungarn (für Csuti Antal SK Zalaegerszeg), Frankreich (für Montpellier Echecs und Club de La Tour Sarrazine Antibes), Spanien (für UE Foment Martinenc Barcelona, CCA CajaCanarias Santa Cruz, mit dem er 2008 spanischer Mannschaftsmeister wurde, die Mannschaft von Mérida Patrimonio de la Humanidad, mit der er 2014 den Titel gewann, Escola d'Escacs de Barcelona sowie für CA Solvay), Belgien (für KSK Rochade Eupen-Kelmis) und Russland (für Krylia Sowetow, Universität Maikop, TPS Saransk, mit denen er auch am European Club Cup 2006 teilnahm, und Universität Beloretschensk).
Er ist verheiratet mit der ukrainischen Schachspielerin Tetjana Kononenko.